# York United Football Club
Lo York United Football Club è una società calcistica canadese con sede nella regione di York, alla periferia di Toronto (Ontario). Il club è stato fondato nel 2018 con la denominazione York9 FC, in vista della creazione della nuova prima divisione canadese, la Canadian Premier League.

## Storia
Nel dicembre 2017, l'ex nazionale canadese Jim Brennan si è dimesso da direttore esecutivo dell'Aurora FC, squadra della League1 Ontario, e ha annunciato l'intenzione di assumere un ruolo all'interno della Canadian Premier League. Nel marzo 2018, è stato rivelato che Brennan era stato nominato a gennaio vicepresidente esecutivo della York Sports & Entertainment, società creata per stabilire un club della regione di York nella Canadian Premier League. Il 5 maggio 2018 è stato confermato che il gruppo era stato accettato dalla Canadian Soccer Association per iscrivere un club nel nuovo torneo professionistico.
La nuova società, battezzata York9 FC, è stata la prima della Canadian Premier League ad essere presentata ufficialmente: il 10 maggio 2018 la lega ha annunciato che il proprietario sarebbe stato Carlo Baldassarra del Greenpark Group; Preben Ganzhorn sarebbe stato il presidente e lo stesso Brennan vicepresidente. Nella stessa occasione sono stati rivelati lo stemma e i colori sociali.
Il 27 luglio 2018, lo York9 FC ha annunciato che Jimmy Brennan avrebbe avuto anche il ruolo di primo allenatore del club.
Lo York9 è stato protagonista della partita inaugurale della lega, un derby in trasferta contro il Forge FC, giocato il 27 aprile 2019, e terminato con un pareggio per 1-1. Il centrocampista Ryan Telfer ha segnato in quell'occasione il primo gol nella storia del campionato.
Dopo solo una stagione il club ha deciso di separarsi da Ganzhorn e di sostituirlo nel ruolo di presidente con Angus McNab.
Al termine della stagione 2020 il club ha annunciato di avere cambiato la propria denominazione in York United Football Club, con l'intenzione di rappresentare non più soltanto la Municipalità Regionale di York ma anche due vicini quartieri di Toronto: North York e York.

## Colori e simboli

Logo utilizzato dalla fondazione al 2020, quando la denominazione era York9 FC

Il logo del club è uno scudo la cui forma richiama quello dei Queen's York Rangers, il reggimento dell'esercito canadese di stanza nella regione dal 1866. Nella parte inferiore dello scudo sono presenti nove strisce verdi e azzurre, richiamo alla precedente identità del club, sormontate dal monogramma societario. Nella parte superiore invece si trova la denominazione sociale. Lo scudo è sormontato da una semicirconferenza azzurra, simbolo del Lago Ontario, e da una corona, storico simbolo del Canada, su cui si trovano una foglia d'acero e un trillium bianco, fiore simbolo della provincia dell'Ontario.
I colori ufficiali del club sono il verde, l'azzurro e l'oro, che rappresentano i colori storici della regione di York e la sua abbondanza d'acqua.
Il nome scelto alla fondazione, York9 FC, rappresentava i nove comuni che compongono la Municipalità Regionale di York: Aurora, East Gwillimbury, Georgina, King, Markham, Newmarket, Richmond Hill, Vaughan e Whitchurch-Stouffville. Il numero 9 ritornava anche nello stemma del club, che infatti presentava nella parte superiore nove strisce orizzontali. Nella parte inferiore dello scudo era rappresentato invece un trillium. I primi colori ufficiali erano verde elettrico, grigio antracite e nero, a simboleggiare la natura della regione e il fiume Black Creek.
La squadra è soprannominata sui media The Nine Stripes.

### Storico maglie
- Wikimedia Commons contiene immagini o altri file sulle maglie dello York United F.C.

## Stadio
Lo York United gioca le sue partite casalinghe York Lions Stadium, impianto da 4.000 posti a sedere situato nel Keele Campus della York University.
Il club prevede di costruire uno stadio modulare in legno, che contenga fra i 12.000 e i 15.000 posti. Il finanziamento e l'esatta posizione del nuovo stadio devono ancora essere determinati.

## Società

### Sponsor
- 2019- Macron

## Allenatori
- 2019-2021  Jim Brennan
- 2022-in carica  Martin Nash

## Statistiche e record

### Partecipazioni ai campionati nazionali
| Livello | Competizione | Partecipazioni | Debutto | Ultima stagione | Totale |
| 1º      | CPL          | 5              | 2019    | 2023            | 5      |

### Partecipazioni alle coppe nazionali
| Competizione          | Partecipazioni | Debutto | Ultima stagione |
| Canadian Championship | 4              | 2019    | 2023            |

## Organico

### Rosa 2020
Rosa aggiornata al 19 febbraio 2020
| N. |                                | Ruolo | Calciatore        |
| -- | ------------------------------ | ----- | ----------------- |
| 1  | Canada (bandiera)              | P     | Matthew Silva     |
| 2  | Canada (bandiera)              | D     | Daniel Gogarty    |
| 3  | Canada (bandiera)              | D     | Morey Doner       |
| 5  | Saint Kitts e Nevis (bandiera) | D     | Justin Springer   |
| 6  | Canada (bandiera)              | D     | Roger Thompson    |
| 7  | Canada (bandiera)              | A     | Austin Ricci      |
| 8  | Canada (bandiera)              | C     | Joseph Di Chiara  |
| 10 | Canada (bandiera)              | C     | Manny Aparicio    |
| 13 | Canada (bandiera)              | D     | Luca Gasparotto   |
| 14 | Canada (bandiera)              | C     | Emmanuel Zambazis |
| 19 | Canada (bandiera)              | C     | Kyle Porter       |
| 20 | Canada (bandiera)              | D     | Diyaeddine Abzi   |

| N. |                     | Ruolo | Calciatore          |
| -- | ------------------- | ----- | ------------------- |
| 21 | Canada (bandiera)   | C     | Michael Petrasso    |
| 22 | Cile (bandiera)     | A     | Rodrigo Gattas      |
| 23 | Giappone (bandiera) | C     | Wataru Murofushi    |
| 29 | Canada (bandiera)   | P     | Nathan Ingham       |
| 31 | Canada (bandiera)   | P     | Colm Vance          |
| 92 | Canada (bandiera)   | A     | Michael Cox         |
|    | Canada (bandiera)   | D     | Matthew Arnone      |
|    | Canada (bandiera)   | C     | Chris Mannella      |
|    | Giamaica (bandiera) | A     | Nicholas Hamilton   |
|    | Giappone (bandiera) | D     | Fugo Segawa         |
|    | Brasile (bandiera)  | A     | Gabriel Vasconcelos |

## Tifoseria
Un gruppo di sostenitori chiamato Generation IX era presente all'evento di lancio dello York9 FC. La principale rivalità del club è quella contro il Forge FC, l'unica altra squadra del campionato con sede in Ontario: le due squadre si affrontano nel 905 Derby, così chiamato dal prefisso telefonico condiviso fra le due località.